# Kim Possible - La cerimonia del diploma
(Kim a Ron)
La cerimonia del diploma (Graduation) è l'episodio finale del cartone animato statunitense Kim Possible, diretto da Steve Loter.
Ambedue le parti che lo compongono sono state trasmesse il 7 settembre 2007 su Disney Channel.

## Trama

### Prima parte
Il giorno del diploma si avvicina, ma Kim e Ron guardano al futuro in modo diverso: mentre la prima è convinta che sarà un nuovo inizio per le loro vite, il secondo ha paura per il futuro della loro relazione dopo l'evento.
Kim e Ron irrompono nel laboratorio di Drakken mentre questo sta organizzando un nuovo piano di conquista globale servendosi di un super-fertilizzante per creare piante mutanti; il risultato non è tuttavia quello sperato ed al posto delle agognate piante-mostro lo scienziato si ritrova ad avere dei semplici fiori. Nel combattimento che segue tra Kim e Shego lo scienziato ha un incidente e viene esposto al fertilizzante col risultato di subire una mutazione genetica che fa crescere dei petali sul suo collo. Resisi conto dell'effettiva assenza di pericolo nel piano dello scienziato i due abbandonano il covo felici di non lasciarsi un'esplosione alle spalle, per la prima volta nella loro carriera.
Nel frattempo compaiono degli strani simboli sul terreno in diversi centri sportivi e prati sparsi per il mondo; i sospetti di Kim ricadono su Duff Killigan, che tuttavia rivela di essere stato a sua volta vittima dei suddetti vandalismi nel suo campo da golf personale. Non sembrando nulla di più dell'opera di qualche teppista diffusa in larga scala e conducendo generalmente ad una pista morta, Kim decide di lasciar perdere e di concentrarsi unicamente sul diploma. Nel frattempo Ron, sempre più preoccupato per l'avvenire tenta di discutere l'argomento con Kim, ma prima che possano riuscire a parlarsi la ragazza viene chiamata a fare un discorso ai compagni di corso durante la cerimonia; proprio in questo momento essa, di fronte a tutti i compagni e le famiglie Possible e Stoppable, viene rapita da un disco volante. Contemporaneamente al covo di Drakken, mentre lo scienziato e Shego hanno una delle loro solite discussione questi viene rapito alla stessa maniera.
Poco dopo tutto il pianeta si trova privato di energia elettrica e dei mezzi di comunicazione e nei luoghi dove erano comparsi i disegni misteriosi atterrano dei droidi simili a ragni meccanici giganteschi.
Kim e Drakken, intanto, a bordo dell'UFO incontrano gli artefici di tutto ciò: Warmonga e il suo compagno Warhok, intenzionati a distruggere la terra per vendetta.

### Seconda parte
Sulla terra la situazione è critica, la tecnologia dei lowardiani non sembra poter essere fermata con mezzi convenzionali; tuttavia a Middleton, grazie all'ingegno dei vari personaggi ed alla cooperazione generale Ron riesce ad arrivare alla base spaziale con il Dr. Possible; qui i due progettano di utilizzare un razzo per raggiungere la protagonista e liberarla dalla prigionia degli alieni, tuttavia vengono colti di sorpresa da un droide lowardiano e si salvano unicamente grazie all'inaspettato aiuto di Shego decisa a seguire il ragazzo nello spazio per salvare il suo datore di lavoro. Ron e Shego partono dunque insieme per lo spazio profondo lasciando a terra il dottor Possible.
Nel frattempo anche Kim e Drakken decidono di collaborare e, scoperti i nuovi poteri floreali dello scienziato se ne servono per fuggire. Ron e Shego irrompono nella nave ed incontrano i due fuggitivi appena sbarcati; al vedersi Kim e Ron si gettano l'una nelle braccia dell'altro, mentre Drakken e Shego a un passo dal fare lo stesso si fermano imbarazzati. Successivamente Rufus riesce a sabotare l'astronave ed a farla precipitare sulla terra, nel trambusto Drakken, Shego, Ron e Kim fuggono inseguiti da Warmonga e Warhok. Lo scienziato blu, a seguito di un'illuminazione escogita un piano per salvare il mondo, cosparge i droidi lowardiani con del fertilizzante e vi fa crescere delle piante mutanti sotto il suo controllo mentale, con le quali cattura i due alieni dopo che Shego e Kim li sconfiggono.
Malauguratamente Warhok si rivela più difficile da trattenere del previsto e, liberatosi dai viticci mette al tappeto Shego e Kim dopodiché libera Warmonga e si appresta a dare il colpo di grazia all'eroina. Al vedere questo spettacolo Ron, unico ancora in piedi, decide di opporsi ai due alieni da solo e, finalmente, ottiene il pieno controllo del Mistico Potere della Scimmia, con il quale affronta i potenti alieni senza sforzo e li sconfigge rapidamente gettandoli nella loro navicella spaziale e facendola in seguito esplodere provocando così la loro morte. Il ragazzo si ricongiunge successivamente alla persona più importante della sua vita, Kim, che lo rincuora delle sue paure riguardanti il diploma ed il futuro, ammettendo di condividerle ma di essere anche certa che niente e nessuno si frapporrà mai tra loro.
Salvato il mondo Kim e Ron, al pari degli altri ragazzi del liceo di Middleton (eccetto Bonnie, rimandata ai corsi estivi per aver marinato l'ultima settimana) conseguono il diploma e lanciano in aria i cappelli come da tradizione. Contemporaneamente il governo statunitense e l'ONU concedono a Drakken una medaglia al valore, durante la cerimonia Shego è al suo fianco con indosso un abito da sera, i due si lanciano uno sguardo piuttosto eloquente e sorridono dolcemente, poi la pianta controllata mentalmente da Drakken li avvicina cingendo la vita a entrambi in una sorta di abbraccio rivelatore del loro sentimento d'amore nascosto.
Più tardi la sera, Kim e Ron fanno festa sulla spiaggia con i loro amici e tutti gli altri personaggi della serie, finché non si allontanano sulla loro macchina volante, la ragazza rassicura nuovamente Ron che "Il diploma non è la fine ma l'inizio", i due si baciano e spariscono poi nel chiaro di luna.

### Scena dopo i titoli di coda
All'interno di un bar di supercriminali, Drakken e Dementor discutono sul paradosso costituito dal salvataggio del pianeta da parte dello scienziato; quando questi si dimostra spazientito dall'argomento Dementor cambia discorso e domanda ciò che svariati fan si sono sempre chiesti: il motivo per cui la pelle di Drakken sia blu, egli risponde alla domanda iniziando a raccontare la storia, tuttavia l'episodio finisce prima che riesca a pronunciare la frase e tutto ciò che si sente è: "Era un martedì..."

### Curiosità
- La scena finale in cui Kim e Ron volano via a bordo della macchina volante della ragazza mentre i loro amici festeggiano sulla spiaggia è un omaggio al film Grease.
- Gli sceneggiatori discussero a lungo sull'opportunità di svolgere o meno il combattimento finale che vede Ron opposto ai due invasori alieni, in quanto fino all'ultimo ad alcuni appariva inopportuno.[2]
- Steve Loter ha rivelato in un'intervista alcune anticipazioni sul futuro dei personaggi: Kim e Ron frequenteranno lo stesso college ed in seguito lavoreranno per la Giustizia Globale, Drakken e Shego divengono una coppia dal finale dell'episodio e lo scienziato manterrà il potere floreale acquisito, Lord Monkey Fist rimarrà pietrificato per sempre e la coppia formata da Bonnie e Junior durerà nel tempo.[2]

## Cast
| Attore                 | Ruolo                        | Doppiatore          |
| ---------------------- | ---------------------------- | ------------------- |
| Christy Carlson Romano | Kimberly Ann "Kim" Possible  | Valentina Mari      |
| Will Friedle           | Ronald "Ron" Stoppable       | Marco Vivio         |
| Nancy Cartwright       | Rufus                        | Tatiana Dessi       |
| Tahj Mowry             | Wade Load                    | Daniele Raffaeli    |
| John DiMaggio          | Dottor Drakken               | Ambrogio Colombo    |
| Nicole Sullivan        | Shego                        | Laura Lenghi        |
| Gary Cole              | Dr. James Timothy Possible   | Lucio Saccone       |
| Jean Smart             | Dr. Ann Possible             | Antonella Giannini  |
| Spencer Fox            | Jim e Tim Possible           | Maura Cenciarelli   |
| Raven-Symoné           | Monique                      | Gemma Donati        |
| Kirsten Storms         | Bonnie Rockwaller            | Domitilla D'Amico   |
| Patrick Warburton      | Steve Barkin                 | Saverio Indrio      |
| George Takei           | Sensei                       | Roberto Del Giudice |
| Kerri Kenney-Silver    | Warmonga, st. 4 ep. 5, 21-22 | Stefania Romagnoli  |
| Ron Perlman            | Warhok                       | Paolo Marchese      |
| Nestor Carbonell       | Señor Senior Jr.             | Francesco Pezzulli  |
| Brian George           | Duff Killigan                | Claudio Fattoretto  |